# Adam Leśniak
Adam Leśniak (ur. 23 grudnia 1946 w Jaworznie, zm. 4 maja 2019 w Budapeszcie) – polski duchowny katolicki.

## Życiorys
Urodził się jako syn Stanisława i Marii. Święcenia kapłańskie przyjął 21 maja 1972 roku w Jaworznie z rąk biskupa Stanisława Smoleńskiego. Po święceniach kapłańskich został skierowany do parafii św. Klemensa w Zawoi, w której pracował jako wikariusz do 1974 roku, a następnie był wikariuszem w Parafii NMP w Zielonkach w latach 1974–1982, kiedy to został decyzją kardynała Karola Wojtyły proboszczem nowo powstałej parafii w Bibicach pod wezwaniem Matki Bożej Nieustającej Pomocy.
W Bibicach jako wikariusz kierował budową plebanii, a następnie jako proboszcz parafii MBNP w Bibicach podjął decyzję o budowie kościoła obok istniejącej kaplicy. Dzięki staraniom jego i mieszkańców Bibic rozpoczęto akcję zbierania środków na budowę kościoła. W 1984 roku rozpoczęto budowę kościoła, a 25 września 1985 roku ks. kard. Franciszek Macharski wmurował poświęcony przez Ojca Świętego Jana Pawła II kamień węgielny, pochodzący z katedry wawelskiej, w ścianę nowego kościoła. Wielkie dzieło ks. Adama Leśniaka oraz mieszkańców Bibic zostało zwieńczone 20 kwietnia 1992 roku, kiedy to ks. kard. Franciszek Macharski dokonał poświęcenia kościoła.
W tym także roku nowym proboszczem parafii został ks. Andrzej Gawroński, a ks. Adam Leśniak został skierowany na probostwo do parafii Świętego Stefana w Lipnicy Małej na Orawie. W Lipnicy Małej podjął się szeregu wielu inicjatyw między innymi z pomocą mieszkańców i ich ofiarności rozpoczął rozbudowę kościoła, przede wszystkim przez dobudowę naw, przebudowę wieży, odnowienie wnętrza świątyni, a także urządzenia placu kościelnego. Jego staraniem w 2005 roku sprowadzono relikwie patrona mało lipnickiej parafii św. Stefana, a w 2011 relikwie św. Jana Pawła II. W 2016 roku dzięki wielu prac i wysiłków doprowadził do konsekracji Małolipnickiej świątyni  pw. króla węgierskiego św. Stefana, której dokonał ks. bp Jan Szkodoń. Po 25 latach pracy na stanowisku proboszcza w 2017 roku przeszedł na emeryturę, pozostając w parafii jako rezydent. Jego następcą został dotychczasowy wicerektor Wyższego Seminarium Duchownego Archidiecezji Krakowskiej ks. Piotr Grotowski.
Zmarł nagle 4 maja 2019 roku w Budapeszcie podczas pielgrzymki śladami świętego Stefana z okazji 100-lecia erygowania parafii świętego Stefana w Lipnicy Małej, w której uczestniczył razem ze swoim następcą ks. Piotrem Grotowskim oraz liczną grupą parafian. Pogrzeb odbył się 18 maja pod przewodnictwem bp. Jana Zająca, z którym msze koncelebrowało ponad stu kapłanów. W uroczystości brało udział kilkuset wiernych, w tym delegacje z Jaworzna, Bibic, Zielonek. Spoczął na przykościelnym cmentarzu w Lipnicy Małej w grobowcu obok, także zasłużonego długoletniego proboszcza i budowniczego kościoła parafii św. Stefana w Lipnicy Małej, ks. prałata Józefa Buronia.

## Wspomnienia
,,Zawsze z ludźmi, zawsze dla ludzi. Dla wielu z nas po prostu ksiądz Adam, Przyjaciel, Autorytet" – wspomina jeden z mieszkańców z Bibic. Mieszkańcy Zielonek zapamiętali ks. Adama jako skromnego księdza, życzliwego sąsiada i przyjaciela.
W Lipnicy Małej przyczynił się także do rozwoju duchowego parafian wprowadzając nabożeństwa fatimskie i nowennę do MBNP. Zdobył duże zaufanie i szacunek parafian, którzy gremialnie przystępowali do sakramentu pokuty. O całodobowych spowiedziach podczas Wielkiego Postu krążą do dziś legendy o niekończących się kolejkach do konfesjonałów.
Ks. Lucjan Bielas – rodak z Jaworzna tak wspomina ks. Adama:„Ks. Adam nie był ani celebrytą, ani wybitnym kaznodzieją, czy też poszukiwanym egzorcystą, lecz zwyczajnym frontowym duszpasterzem”.
15 września 2019 roku podczas uroczystej mszy świętej z okazji 100 lat erygowania parafii, której przewodniczył ks. abp metropolita krakowski Marek Jędraszewski, została odsłonięta i poświęcona tablica upamiętniająca postać i zasługi dla parafii i parafian ks. kanonika Adama Leśniaka.
.